# Miên Huân
Miên Huân (Chữ Hán: 綿勳, tiếng Mãn: ᠮᡳᠶᠠᠨ
ᡥᡳᠶᡡᠨ, Möllendorff: miyan hiyūn; 5 tháng 2 năm 1817 - 20 tháng 12 năm 1893), Ái Tân Giác La, là một Tông thất của nhà Thanh trong lịch sử Trung Quốc.

## Cuộc đời
Miên Huân sinh vào giờ Thìn, ngày 20 tháng 12 năm (âm lich) năm Gia Khánh thứ 21 (1816), trong gia tộc Ái Tân Giác La. Ông là con trai thứ hai của Nhàn tản Tông thất Vĩnh Tùng (永松) - con trai thứ năm của Phụng ân Tướng quân Hoằng Ngộ (弘旿) - em trai thứ hai của Hàm Mật Quận vương Hoằng Sướng. Mẹ ông là Thứ thiếp Triệu thị (兆氏). Năm Đạo Quang thứ 7 (1827), tháng 5, ông được tập tước Phụng ân Tướng quân (奉恩將軍) của cha mình. Năm thứ 16 (1836), tháng 12, Bối lặc Vĩnh Châu bị đoạt tước, ông được tập tước Hàm Thân vương đời thứ 5, nhưng Hàm vương phủ không phải thừa kế võng thế, nên ông chỉ được phong làm Bối tử. Khi ấy phụ thân ông Vĩnh Tùng cũng được truy phong làm Bối tử, tức Hàm Thân vương đời thứ 4. Năm thứ 18 (1838), tháng 12, thụ chức Tán trật đại thần. Năm thứ 19 (1839), tháng 5, quản lý sự vụ Viên Minh viên Bát kỳ. Năm thứ 20 (1840), tháng 12, thụ Phó Đô thống Mông Cổ Tương Lam kỳ. Năm thứ 22 (1842), tháng 6, ông nhận mệnh trông coi Thanh Tây lăng. Năm thứ 25 (1845), tháng 9, trở thành Hữu dực cận chi Tộc trưởng (右翼近支族長). Năm thứ 28 (1848), tháng 11, quản lý Tương Hồng kỳ Giác La học (覺羅學). Tháng 12 cùng năm, nhậm Tông Nhân phủ Hữu tông nhân. Năm thứ 30 (1850), tháng 5, điều làm Tông Nhân phủ Tả tông nhân (宗人府左宗人). Tháng 11 cùng năm, nhậm Chính Hoàng kỳ Hộ quân Thống lĩnh.
Năm Hàm Phong nguyên niên (1851), tháng 5, điều làm Phó Đô thống Mãn Châu Chính Hoàng kỳ. Tháng 11 cùng năm, quản lý sự vụ của Hỏa khí doanh (火器營事務), thụ Hữu dực Tổng binh (右翼總兵). Năm thứ 3 (1853), tháng 3, ông bị cách chức Hữu quân Tổng binh. Tháng 9 cùng năm, thụ Hữu dực Tiền phong Thống lĩnh. Năm thứ 10 (1860), tháng 3, ông bị cách chức Tả tông nhân, Hữu quân Tiên phong Thống lĩnh và Phó Đô thống. Năm thứ 11 (1861), tháng 11, thụ Chính Bạch kỳ Lĩnh thị vệ Nội đại thần. Năm Đồng Trị nguyên niên (1862), tháng 8, ông bị bệnh nên xin với triều đình được đình bổng. Đến năm thứ 13 (1874), bệnh ông thuyên giảm nên được trả phép làm việc. Năm Quang Tự nguyên niên (1875), tháng 11, ông nhân bệnh thỉnh tấu đình bổng, phụng chỉ thưởng thực nửa bổng. Năm thứ 19 (1893), ngày 13 tháng 11 (âm lịch), giờ Mùi, ông qua đời, thọ 78 tuổi. Tước vị sẽ do cháu trai Tái Tín, con trai trưởng của Trấn quốc Tướng quân Dịch Quân (奕均) - con trai thứ hai của ông tập tước.

## Gia quyến
- Nguyên phối: Mạc Nhĩ Triết Lặc thị (莫爾哲勒氏), con gái của Nhị đẳng Thị vệ Phúc Tang A (福桑阿).
- Kế thất: Qua Nhĩ Giai thị (瓜爾佳氏), con gái của Tri phủ Văn Nhạc (文岳).
- Con trai:

1. Dịch Minh (奕銘; 1835 - 1843), mẹ là Đích Phu nhân Mạc Nhĩ Triết Lặc thị. Chết yểu.
2. Dịch Quân (奕均; 1836 - 1871), mẹ là Đích Phu nhân Mạc Nhĩ Triết Lặc thị. Được phong làm Trấn quốc Tướng quân (鎭國將軍). Có một con trai.